# Quartier du Palais-Royal
Quartier du Palais-Royal är Paris 3:a administrativa distrikt, beläget i första arrondissementet. Distriktet, som bildades år 1790, är uppkallat efter Palais-Royal.
Första arrondissementet består även av distrikten Saint-Germain-l'Auxerrois, Halles och Place-Vendôme.

## Kyrkobyggnader
- Saint-Roch

## Profana byggnader
- Palais-Royal
- Place de Valois

## Bilder
| - De fyra administrativa distrikten i Paris första arrondissement. - Saint-Roch. |

## Kommunikationer
- Tunnelbana – linjerna   – Palais Royal – Musée du Louvre